# Hail to the Thief
Albums de Radiohead
I Might Be Wrong: Live Recordings
(2001) Com Lag (2plus2isfive)
(2004)
Singles
1. There There
Sortie : 26 mai 2003
2. Go to Sleep
Sortie : 18 août 2003
3. 2 + 2 = 5
Sortie : 17 novembre 2003

Hail to the Thief est le sixième album studio du groupe anglais de rock Radiohead, sorti en 2003. Ce disque a été produit et mixé par le producteur Nigel Godrich.
Après les expérimentations électroniques de Kid A et Amnesiac, cet album voit le retour d'instrumentations plus rock, mélangées aux diverses influences aperçues sur ces deux albums.
Les singles qui furent extraits de cet album sont There There, Go to Sleep et 2+2=5.

## Liste des morceaux
1. 2+2=5 (The Lukewarm) – 3:19
2. Sit Down. Stand Up. (Snakes & Ladders) – 4:19
3. Sail to the Moon (Brush the Cobwebs out of the Sky) – 4:18
4. Backdrifts (Honeymoon is Over) – 5:22
5. Go to Sleep (Little Man being Erased) – 3:21
6. Where I End and You Begin (The Sky Is Falling In) – 4:29
7. We Suck Young Blood (Your Time is Up) – 4:56
8. The Gloaming (Softly Open our Mouths in the Cold) – 3:32
9. There There (The Boney King of Nowhere) – 5:23
10. I Will (No man's Land) – 1:59
11. A Punchup at a Wedding (No no no no no no no no) – 4:57
12. Myxomatosis(Judge, Jury & Executioner) – 3:52
13. Scatterbrain (As Dead as Leaves) – 3:21
14. A Wolf at the Door (It Girl. Rag Doll.) – 3:23

## Anecdotes
- Le nom de l'album rappelle l'expression « Hail to the thief ! » (littéralement « Salut au voleur ! ») utilisée par les sympathisants démocrates pour saluer la victoire de George W. Bush lors de l'élection présidentielle américaine en 2000. L'investiture, acquise grâce à la majorité des grands électeurs, n'obtient pas la majorité des voix sur l'ensemble du pays. Ce salut fait lui-même référence à l'hymne officiel du président des États-Unis d'Amérique : « Hail to the chief » (« Salut au chef ! »). Le groupe a toujours démenti que leur album ait été nommé contre Bush. À ce sujet, Thom Yorke déclare à la sortie de l'album : « Je trouverais assez superficiel que le nom de notre album ait été uniquement motivé par l'élection américaine[3] ».
- Cet album et la chanson Where I End and You Begin sont cités dans le livre d'Amélie Nothomb Journal d'Hirondelle.
- Le titre et les paroles de la chanson 2+2=5 seraient une référence au roman 1984 écrit par George Orwell.
- Le titre Myxomatosis fait partie de la playlist EA Trax du jeu vidéo FIFA 2004.